# Bérbaltavár
Bérbaltavár ist eine ungarische Gemeinde im Kreis Vasvár im Komitat Vas. Die Gemeinde entstand 1935 durch den Zusammenschluss der Orte Baltavár und Hegyhátkisbér.

## Geografische Lage
Bérbaltavár liegt 36 Kilometer südöstlich des Komitatssitzes Szombathely und 13,5 Kilometer südöstlich
der Kreisstadt Vasvár an den Flüssen Csehi-patak und Kánya-patak. Nachbargemeinden sind Mikosszéplak, Zalavég, Zalabér, Nagytilaj und Csehi.

## Geschichte
Im Jahr 1907 gab es in der damaligen Kleingemeinde Baltavár 97 Häuser und 898 Einwohner auf einer Fläche von 2266 Katastraljochen und in der Kleingemeinde Hegyhátkisbér 143 Häuser und 695 Einwohner auf einer Fläche von 2106 Katastraljochen.

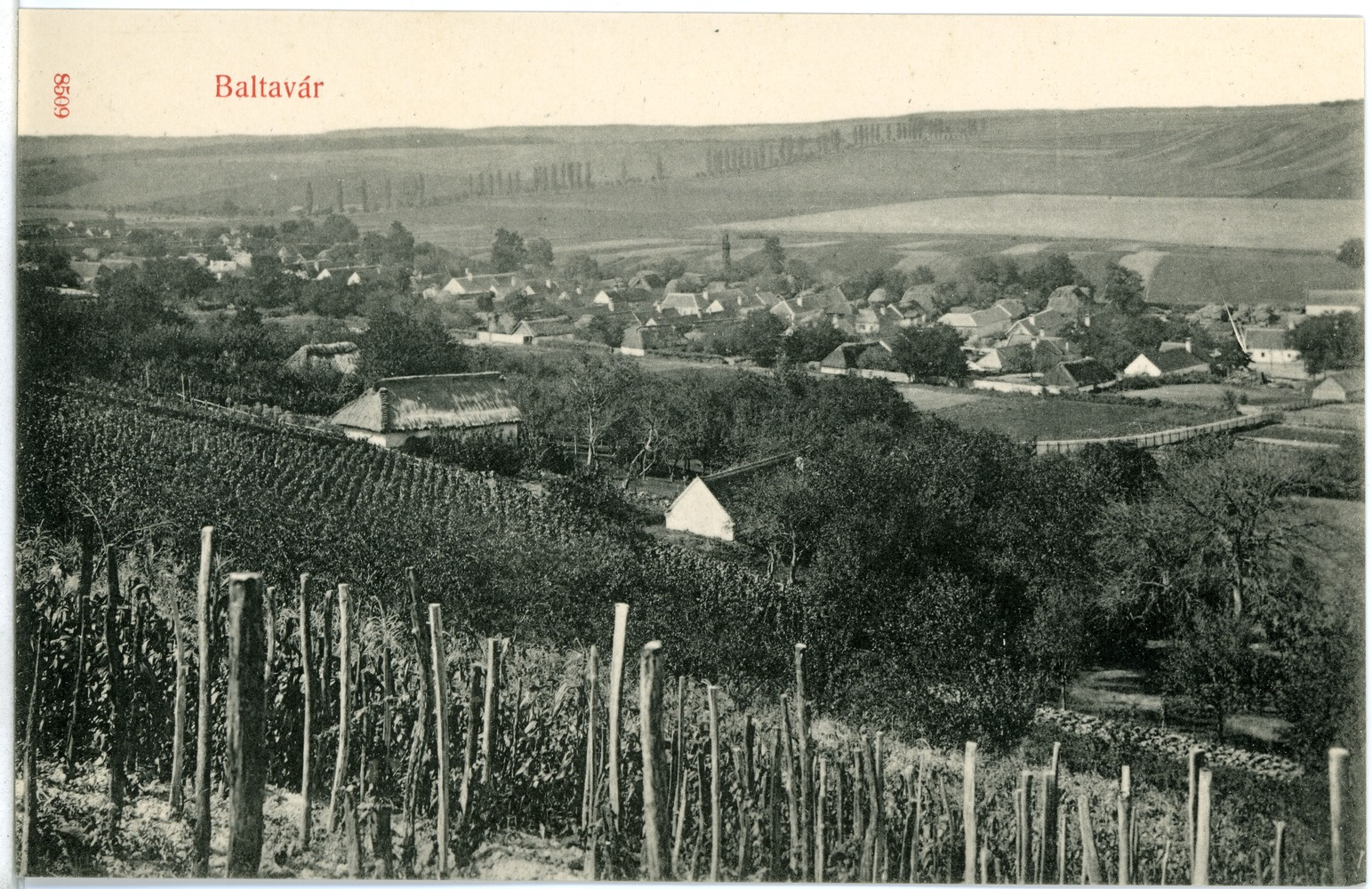
Blick auf Baltavár (1907)
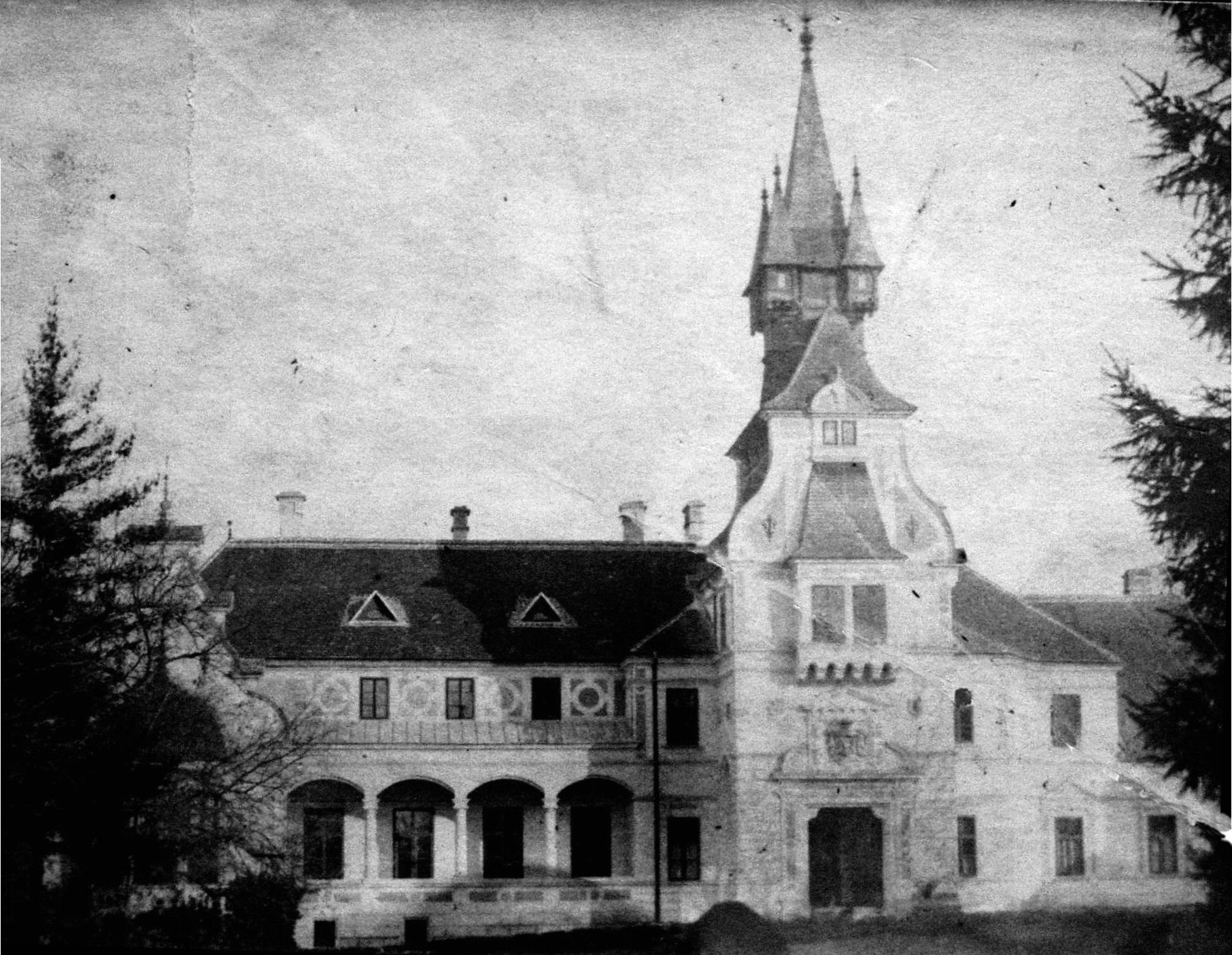
Ehemaliges Schloss
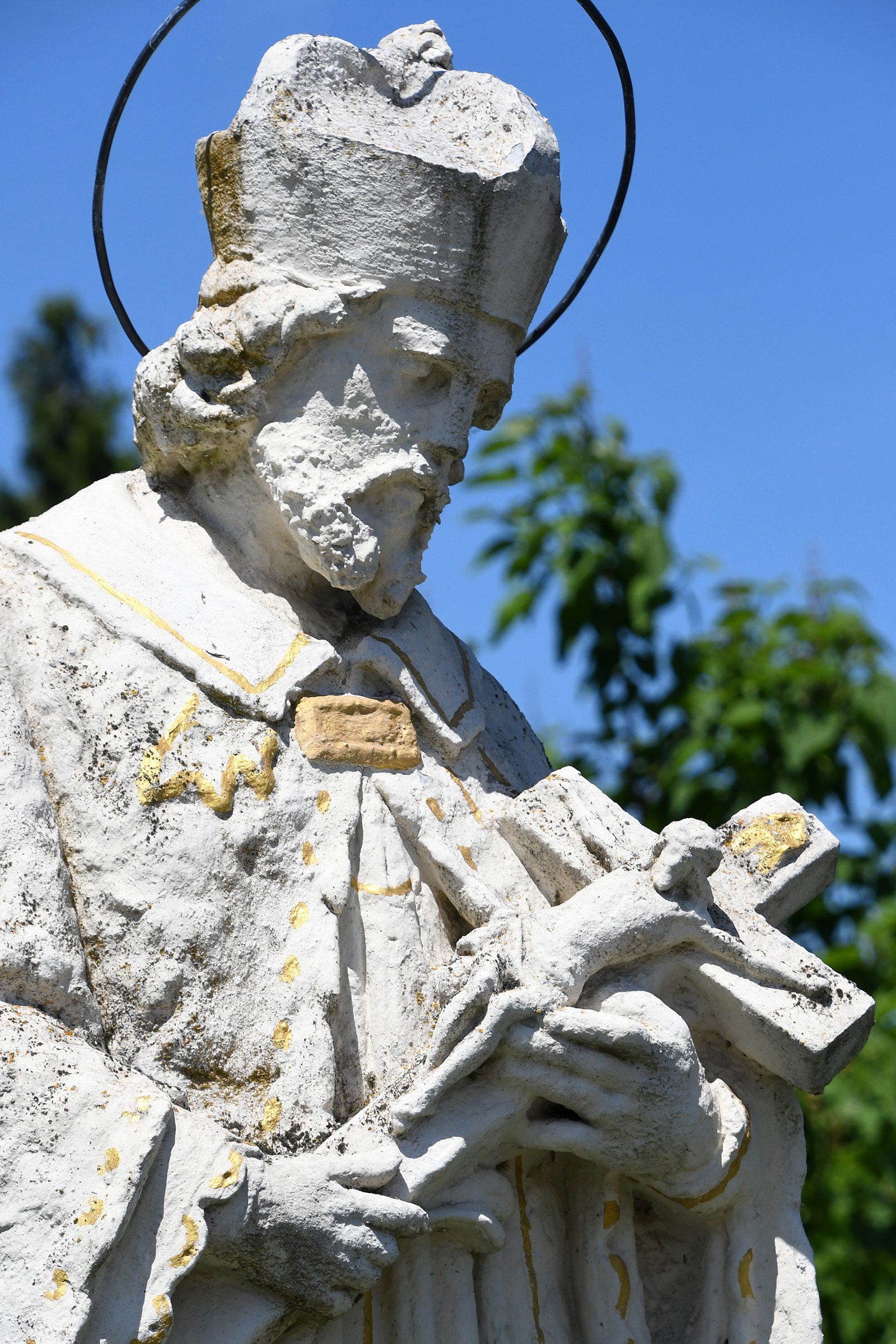
Nepomuki-Szent-János-Statue

## Sehenswürdigkeiten
- Ádám-Béri-Balogh-Gedenkstätte, erschaffen von Mariann Balázs
- Nepomuki-Szent-János-Statue, erschaffen 1915 von József Hudetz
- Römisch-katholische Kirche Szent Miklós, erbaut Mitte des 18. Jahrhunderts
- Römisch-katholische Kirche Szent Fülöp és Szent Jakab apostol, erbaut 1924, im Ortsteil Hegyhátkisbér
- Skulpturen Hegypásztor, Kerítés mögött und Pásztor, erschaffen von Imre Tőke
- Xavéri-Szent-Ferenc-Statue, erschaffen 1846

## Verkehr
In Bérbaltavár treffen die Landstraßen Nr. 7361, Nr. 7384 und Nr. 7385 aufeinander. Es bestehen Busverbindungen nach Nagytilaj und über Kám nach Rum. Der nächstgelegene Bahnhof befindet sich südöstlich in Zalabér-Batyk.